# Numer alarmowy

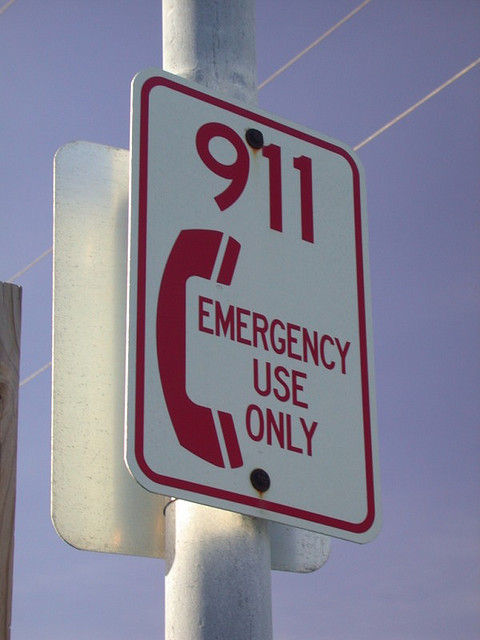
9-1-1 jest numerem alarmowym stosowanym w: Stanach Zjednoczonych, Kanadzie, Meksyku, Kostaryce, Salwadorze i Paragwaju, a także w wielu innych krajach.

Numer alarmowy – numer telefonu ustalony w prawie telekomunikacyjnym danego kraju lub regionu, udostępniany służbom ustawowo powołanym do niesienia pomocy.
Pierwszy system numerów alarmowych na świecie został wdrożony w Londynie 1 lipca 1937. W Polsce ogólnym numerem alarmowym jest numer 112, który jest stosowany również w całej Unii Europejskiej, Szwajcarii i Republice Południowej Afryki.

## Numery alarmowe w Polsce
Zachowane zostały telefony alarmowe służb – 997 (przekierowany na 112), 998 (przekierowany na 112) i 999.
- 112 – centrum powiadamiania ratunkowego (jednolity ogólnoeuropejski numer alarmowy),
- 999 – Państwowe Ratownictwo Medyczne,
- 998 – centrum powiadamiania ratunkowego (do 2021 roku Państwowa Straż Pożarna),
- 997 – centrum powiadamiania ratunkowego (do 2018 roku Policja),
- 996 – Centrum Antyterrorystyczne,
- 995 – Komenda Główna Policji – system Child Alert,
- 994 – pogotowie wodno-kanalizacyjne,
- 993 – pogotowie ciepłownicze,
- 992 – pogotowie gazowe,
- 991 – pogotowie energetyczne,
- 989 – telefoniczna informacja Narodowego Funduszu Zdrowia (obecnie Narodowego Programu Szczepień przeciw COVID-19),
- 988 – telefon zaufania,
- 987 – centrum zarządzania kryzysowego,
- 986 – straż gminna (miejska), (nie we wszystkich gminach, miastach),
- 985 – numer ratunkowy nad wodą i w górach (MOPR, WOPR, GOPR i TOPR),
- 984 – pogotowie rzeczne,
- 983 – pogotowie weterynaryjne,
- 982 – pogotowie dźwigowe,
- 981 – pogotowie drogowe.

Inne numery do służb powołanych lokalnie do niesienia pomocy, pełniące funkcję numerów alarmowych:
- 19 282 – pogotowie dźwigowe,
- 19 285 – pogotowie komunikacji miejskiej,
- 19 633 – pogotowie drogowe dla miasta Warszawa,
- 601 100 100 – numer ratunkowy nad wodą (MOPR i WOPR),
- 601 100 300 – numer ratunkowy w górach (GOPR i TOPR),
- 22 474 00 00 – Straż Ochrony Kolei.